# 平井麻枝子
平井 麻枝子（ひらい まえこ）は、TBSラジオ「TBS954情報キャスター」所属のキャスター。神奈川県藤沢市出身。2007年10月21日結婚。

## 過去の出演番組
- 交通情報 （神奈川県警交通キャスター）
- 荒川強啓 デイ・キャッチ! （「トヨタ うわさの調査隊」担当）
- 土曜ワイドラジオTOKYO 永六輔その新世界 （「乙女探検隊」｢乙女の笑顔でお邪魔します｣のコーナー担当）